# Medellín (Lied)
Medellín ist die erste Single von Madonnas 14. Album Madame X. Sie erschien am 17. April 2019. Das Musikvideo folgte eine Woche später am 24. April 2019. Duettpartner von Madonna ist der kolumbianische Reggaeton-Sänger Maluma. Madonna trat mit dem Lied bei den Billboard Music Awards 2019 auf.

## Hintergrund
Maluma und Madonna trafen sich erstmals bei den MTV Video Music Awards 2018. Die Idee einer Zusammenarbeit wuchs, als beide feststellten, dass sie große Pferdeliebhaber waren und sich über ihr Hobby austauschten.
Im Februar 2019 zeigten sich beide gemeinsam im Studio auf Instagram. Maluma bekräftigte die Zusammenarbeit in einem Interview auf Forbes.com und kündigte gemeinsame Songs an. Er bezeichnete dies als großen Schritt für sich sowie die lateinamerikanische Musik.
Das Cover der Single wurde von Madonna am 15. April 2019 über ihre Social-Media-Kanäle öffentlich gemacht. Der Song erschien schließlich am 17. April 2019. Seine Premiere feierte er auf dem Radiosender Beats 1.

## Musikstil
Die beiden Interpreten schrieben zusammen einen Song im Latin-Pop-Stil. Das Lied ist zweisprachig, wobei Madonna sowohl Englisch und Spanisch singt, Maluma jedoch nur auf Spanisch. Die Beats haben einen Cha-Cha-Cha-Rhythmus und unterscheiden sich von den eher am Electro-Pop orientierten Vorgängersongs. Textlich ist der Song reflexiv. Madonna, zur Zeit als das Lied geschrieben wurde gerade 60 geworden, schaut zurück auf ihr siebzehntes Lebensjahr und fragt sich, wo sie heute stehen würde, wenn sie damals in Detroit einen anderen Weg eingeschlagen hätte.

## Musikvideo
Ein Teaser für Musikvideo erschien am 17. April 2019. Eine Woche später feierte das Video auf MTV und MTV UK seine Premiere. Regie führten Diana Kunst und Mau Morgó. Das Video zeigt die beiden Künstler zusammen. Madonna beginnt das Musikvideo mit einem leisen Flüstern. Sie erklärt das Konzept hinter Madame X und gibt danach den Cha-Cha-Cha vor. Es folgte eine Choreographie, bei der sie (bzw. Madame X) und Maluma sich näher kommen, bis sich der Tanz quasi im Bett fortsetzt. Anschließend gibt Madonna Maluma auf einem Bankett einen Lapdance. Am Ende reiten beide auf Pferden in den Sonnenuntergang.

## Liveauftritte
Live hatte der Song seine Premiere bei den Billboard Music Awards am 1. Mai 2019. Neben einer Hologramm-Collage diverser Rock and Roll Hall of Famer gaben die beiden Künstler einen Tango, einen Conga und einen Cha-Cha-Cha zum Besten. Dazu kam eine für Madonna bekannte, gewohnt frei- und anzügliche Performance zum Tragen, bei der sie ihren Co-Star mit einer Domina-Peitsche bearbeitete und er sich später mit einem angedeuteten Schlag mit dem Gürtel revanchieren durfte. Billboard bezeichnete den Auftritt von Madonna und Maluma als zweitbester Auftritt der Veranstaltung, nur geschlagen von den Jonas Brothers mit einem Medley bestehend aus Jealous, Cake by the Ocean und Sucker. Nach dem Auftritt stiegen die Streaming-Zahlen des Songs von 596.000 auf 2,2 Millionen Views hoch.

## Rezeption

### Rezensionen
Charlotte Gunn vom New Musical Express bezeichnete das Lied als genau das, was für Madonnas Comeback nötig wäre: ein frischer Neustart für eine neue Ära im Schaffen der Künstlerin. Auch Joey Nolfi von Entertainment Weekly ist voll des Lobes für den Song, der ein echtes Sommerfeeling erzeugen würde. Jem Asward von Variety zeigte sich überrascht von dem Comeback der Sängerin, die eher einen Electro-Pop-orientierten Dance-Track erwartet hätte, als einen eher getragenen Reggaeton-Rhythmus. Allerdings kritisierte er die Verwendung der Phrase „we built a cartel just for love“ („Wir bauten ein Kartell der Liebe“) in einem Song über die Heimatstadt des Drogenbarons Pablo Escobar. Durch die spanischen Lyrics fühlten sich viele Rezensenten auch an Madonnas Erfolgshit La Isla Bonita erinnert.

### Auszeichnungen und Charts
Medellín platzierte sich auf Platz eins der Billboard Dance Club Songs am 29. Juni 2019 und ist damit der 47. Nummer-eins-Hit für Madonna in diesen Genrecharts von Billboard. Für Maluma war es der erste Nummer-eins-Hit in dieser Chartliste. In den Billboard Hot Latin Songs erreichte es Platz 18 und war damit Madonnas größter Erfolg. Allerdings erreichte die Single nicht die Billboard Hot 100. In der Schweiz und im Vereinigten Königreich erreichte es eine Platzierung in den Top 100. Im Vereinigten Königreich war Medellín die erste Lead-Single eines Madonna-Albums, die die Top 40 verfehlte. In Italien platzierte sich die Single in den Top 40 und verkaufte sich 25.000 mal, wofür sie mit einer Goldenen Schallplatte ausgezeichnet wurde.
| ChartsChartplatzierungen     | Höchstplatzierung | Wochen |
| ---------------------------- | ----------------- | ------ |
| Schweiz (IFPI)               | 69 (2 Wo.)        | 2      |
| Vereinigtes Königreich (OCC) | 87 (1 Wo.)        | 1      |

| Land/Region     | Auszeichnungen für Musikverkäufe (Land/Region, Auszeichnung, Verkäufe) | Verkäufe |
| --------------- | ---------------------------------------------------------------------- | -------- |
| Brasilien (PMB) | Platin                                                                 | 40.000   |
| Italien (FIMI)  | Gold                                                                   | 25.000   |
| Insgesamt       | 1× Gold · 1× Platin ·                                                  | 65.000   |

## Veröffentlichungen
Die Single erschien in verschiedenen Versionen.

### Singleversionen
Digital Download/Streaming/Albumversion
1. Medellín (Albumversion) – 4:58

Frankreich Promo CD
1. Medellín (Radio Edit) – 3:51
2. Medellín (Albumversion) – 4:58

### Remixe
Digital Download – Remix
1. Medellín (Erick Morillo Mix) – 3:20

Digital Download – Remix
1. Medellín (Robbie Rivera Juicy Mix) – 5:31

Digital Download/Streaming – Remixes
1. Medellín (Offer Nissim Madame X in the Sphinx) – 5:30
2. Medellín (Offer Nissim Set me Free Remix) – 5:10

Digital Download/Streaming/Single – Remixes Pt.2
1. Medellín (Offer Nissim Madame X in the Sphinx With No Intro) – 5:12
2. Medellín (LA95 Dancefloor Legend X Remix) – 4:31
3. Medellín (John Christian & DJLW Remix) – 4:15
4. Medellín (Sak Noel Remix) – 3:25
5. Medellín (LA95 Remix) – 5:29